# Троноша
Троноша (на сръбски: Троноша) е православен манастир в западна Сърбия до село Тършич, град Лозница, Мачвански окръг.
Троношкият манастир е изграден в годините 1276 – 1282 от крал Стефан Драгутин и съпругата му – Каталина Унгарска, когато двамата са владетели на Средновековното сръбско кралство (на латински: Regnum Serviae).
По време на османското владение, много сърби от Херцеговина се заселват в подринието и манастира се превръща в едно от огнищата на сръбското възраждане. Известен е най-вече с това, че в манастирското училище е учил Вук Караджич от 1797 г., а преди това е тук е съставен един късен троношки летопис – през 1791 г.
В 1834 година е обновен, като е изписан от Никола Янкович от Охрид и Михаил Константинович от Битоля. Ктиторският надпис гласи:
| „ | Благословеінемъ отца споспѣшениемъ сина і содѣиствиемъ свѣтаго духа сїя свѣтая ѡбітелъ манастїръ Троноша храмъ Воведение Пресвѣтїя Богородици украсѣся прѣ владѣнию великаго княза и богоїзбранаго сербскаго вожда княза Мїлоша Обреновића и братїю его Іѡвана, Еврема и чада јего Милана, Михаїла, Милоша и пречеснеїшему епископу Герасиму і бивше братія трудолюбиви намѣсникъ Мелентие Филиповићъ, Филїмонъ Поповїћъ и Нићиворъ Марковїћъ, їеромонаси манастїра Троноше и бивши молери Михаїло Костантиновичъ изъ Бїтоля и Никола Іанковичъ изъ Охрида града, совершися мѣсеца октомврїя 1 гѡ 1834 гѡ лѣта. | “ |

В Троноша умира от раните си Кондо Бинбаши.

## Галерия
- Родната къща с двор на Вук Караджич в близост до манастира